# Der Einblick
Der Einblick är en nynazistisk tidning, ursprungligen utgiven i Tyskland. Tidningen började ges ut år 1993 och innehöll en dödslista på motståndare till nazismen. När flera personer bakom Der Einblick åtalades, flyttade tidningens boxadress till Danmark och sköttes av det danska nazistpartiet Danmarks Nationalsocialistiske Bevægelse (DNSB).